# Diallus quadrimaculatus
Diallus quadrimaculatus là một loài bọ cánh cứng trong họ Cerambycidae.